# スビスリ橋
スビスリ橋（バスク語 : Zubizuri）は、スペイン・バスク自治州・ビスカヤ県・ビルバオにあるタイドアーチ橋。歩行者専用橋である。市街地を流れるネルビオン川に架かっており、右岸のカンポ・ボランティン地区と左岸のウリビタルテ地区を結んでいる。設計はスペイン人建築家のサンティアゴ・カラトラバ。スビスリとはバスク語で「白い橋」の意。カンポ・ボランティン橋（スペイン語 : Puente del Campo Volantin）とも。

## 歴史
1990年に建設を開始し、1997年に開通した。2006年、ビルバオ市はスビスリ橋からイソザキ・アテアに向かう新しい歩道の建設を承認した。この歩道の建設によってスビスリ橋の手すりの一部が除去されたため、2007年、カラトラバは知的財産権を侵害しているとしてビルバオ市を訴えた。ビルバオ市長のイニャキ・アスクナと仲間の議員は、橋の所有者（ビルバオ市）の権利は設計者（カラトラバ）の権利に優先されると主張し、滑りやすく転倒しやすい構造のために、割れたガラス製タイルの交換費用がかさんでいることを付け加えた。法律家や地元の建築家は市長を支持し、スビスリ橋の部分改修はカラトラバの権利を侵害しないとの立場を取った。2007年11月、裁判所は著作者の人格権への侵害こそ認めたが、ビルバオ市の権利を支持し、イソザキ・アテアの歩道との接続を維持する判決を下した。この判決を不服としてカラトラバは上訴し、2009年3月、高等裁判所は損害賠償としてビルバオ市に30,000ユーロを命じる判決を下した。

## 構造

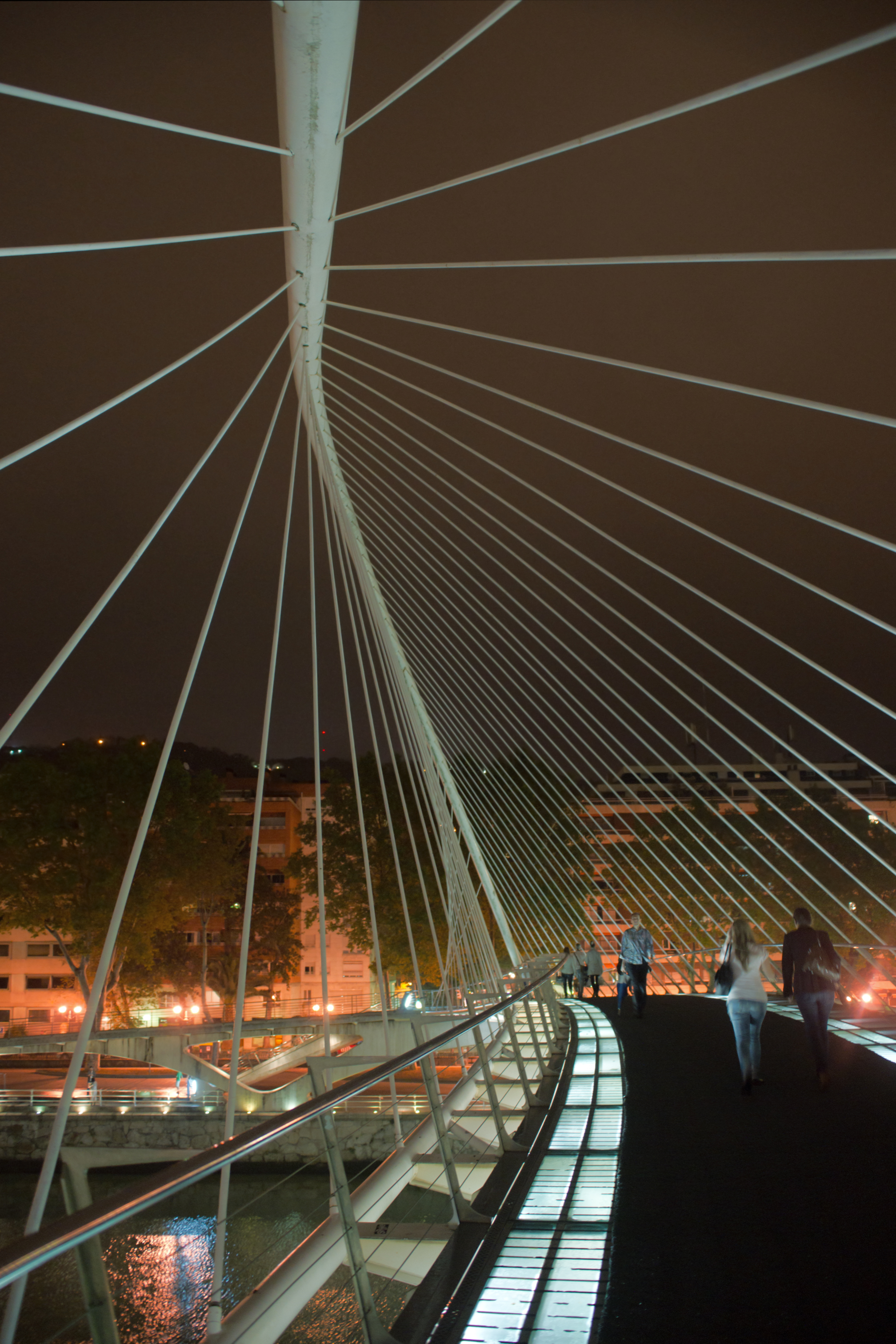
夜間のスビスリ橋

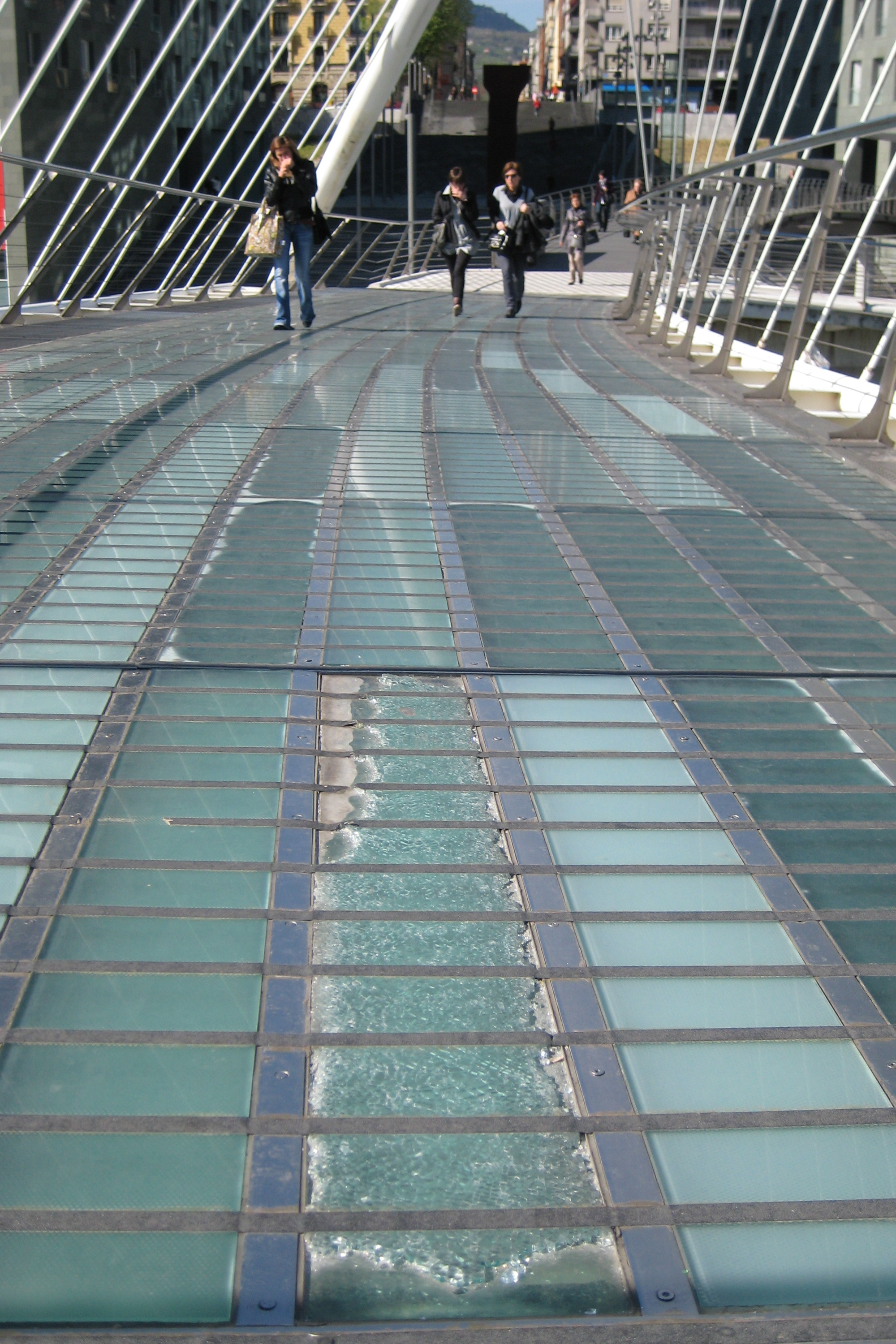
橋の上。ガラスのタイルがひかれている

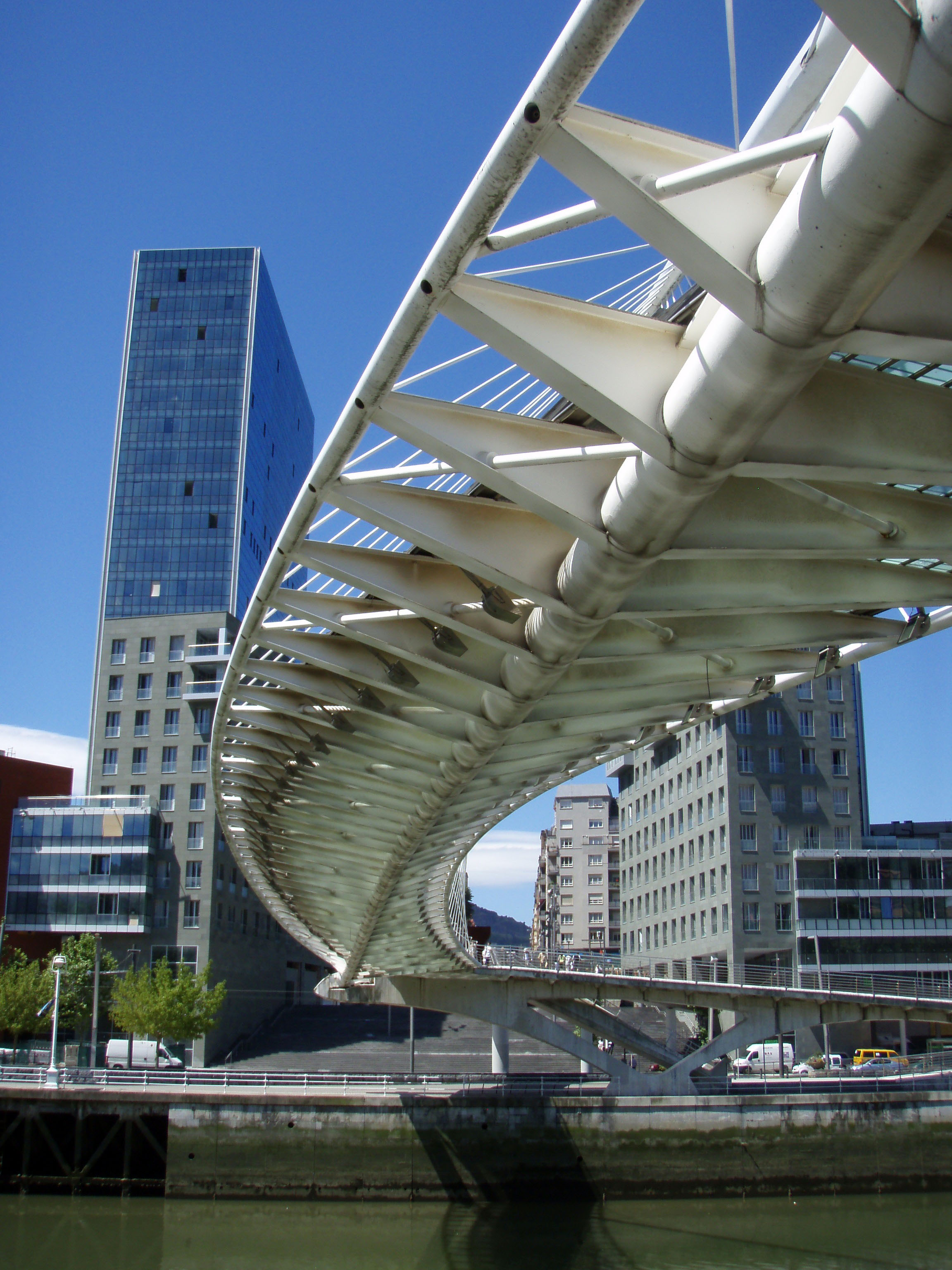
下側から見た橋

頭上のアーチから鉄製のケーブルで支えられる湾曲した通路で構成されている。橋は白く塗られており、床材として半透明のガラス製タイルが使用されている。両岸にはスロープと階段が設置されている。右岸にあるホテルから左岸にあるビルバオ・グッゲンハイム美術館に行くための便利なルートである。ビルバオ・トラムのウルビタルテ停留所が最寄り駅である。
地元住民からは非実用的な橋であるとの批判を受けている。床材にガラス製タイルを使用しており、常に湿度が高く雨天日の多いビルバオでは歩行中に滑りやすいためである。当初のデザインでは、ネルビオン川左岸のウリビタルテ地区の河岸のドックと結ばれており、やや高い位置にあるアラメダ通りとは接続していなかった。ビルバオ市は一時的にスビスリ橋とマサレド通りを歩道でつないだが、カラトラバの抗議によって歩道は取り除かれた。

## 批評
開通以来、新しいビルバオのシンボルや観光スポットとして称賛されている。建築家のアレグザンダー・ツォニスは「湾曲形状の橋の知性、活力、独創性は、平凡さや都市環境の減退への挑戦であり、希望のメッセージとより良い状況のイメージへの招待状である」と書いている。しかし、他の専門家はツォニスより曖昧な評価にとどまっており、エンジニアのマシュー・ウェルズは「残念だが、片持ち橋台の上の軽量鉄骨構造のバランスに無理があり、彫刻のおもちゃのようだ。さらに、橋と地面との接続部も落ち着かない」と述べている。